# Grzegorz Wilczyński
Grzegorz Marek Wilczyński (ur. 16 marca 1971, zm. 13 lipca 2020) – polski lekarz patomorfolog, neurobiolog, mikroskopista oraz badacz jądra komórkowego i struktury chromatyny, prof. dr hab., doktor nauk medycznych.

## Życiorys
Urodził się w rodzinie o tradycjach medycznych. Jako nastolatek uczęszczał do Liceum im. Polskiej Macierzy Szkolnej w Mińsku Mazowieckim. Studia wyższe ukończył w roku 1997, na Wydziale Lekarskim Akademii Medycznej w Warszawie (obecnie Warszawski Uniwersytet Medyczny).  
Rozprawę doktorską pt. Badania immunohistochemiczne kinaz białkowych ERK, cdk5 i CSK-3β we wtrętowym zapaleniu mięśni obronił 19 czerwca 2002 r., na Warszawskim Uniwersytecie Medycznym, uzyskując tytuł doktora nauk medycznych. Stopień doktora habilitowanego uzyskał 9 kwietnia 2009 r., a 22 czerwca 2016 r. nadano mu tytuł profesora w zakresie nauk biologicznych. 
W latach 1997–2006 pracował na Warszawskim Uniwersytecie Medycznym w Zakładzie Patologii, utrzymując jednocześnie stały kontakt z Instytutem Biologii Doświadczalnej im. Marcelego Nenckiego Polskiej Akademii Nauk. Prowadził wówczas badania w dwóch obszarach: onkologii doświadczalnej oraz neurobiologii. W roku 2006 powołał Pracownię Neuromorfologii Molekularnej i Systemowej w  Instytucie Biologii Doświadczalnej im. M. Nenckiego PAN, której kierownikiem pozostał do śmierci. Początkowo kontynuował badania nad rolą metaloproteinazą 9 (MMP-9), w rozwoju padaczki, rozpoczęte jeszcze w latach 90. XX w. we współpracy z prof. Leszkiem Kaczmarkiem. Badania te zaowocowały kilkoma znaczącymi publikacjami (w tym szeroko uznaną i docenioną pracą w Journal of Cell Biology) oraz habilitacją (2009 r.). Stopniowo rozwijał  jednak własną tematykę badawczą, obejmującą obrazowanie mikroskopowe jądra komórkowego, w tym trójwymiarowej struktury chromatyny. Na tym polu osiągnął największe sukcesy wyrażone m.in. poprzez udział w bardzo często cytowanej publikacji w Cell z 2015 r., czy pracę w Nature Communications (2020 r.) oraz uzyskaniem grantu Human Frontiers Science Programm, wraz z prof. Yijunem Ruanem z USA oraz prof. Angelem Barco z Hiszpanii. W sumie opublikował ponad 60 prac, z których siedem było cytowanych ponad 100-krotnie do chwili jego śmierci.
W latach 2016–2020 był zatrudniony na stanowisku profesora zwyczajnego w Instytucie Biologii Doświadczalnej im. Marcelego Nenckiego PAN, oraz członka Komitetu Neurobiologii na V Wydziale Nauk Medycznych Polskiej Akademii Nauk.
Zmarł 13 lipca 2020 r. w Mińsku Mazowieckim, gdzie spoczywa na cmentarzu komunalnym.